# 四通镇
四通镇，是中华人民共和国河南省周口市淮阳区下辖的一个乡镇级行政单位。

## 行政区划
四通镇下辖以下地区：
四通村、黄路口村、宋楼村、张楼村、谷庄村、人祖庙村、三义村、姚辛村、叶庄村、马菜园村、于庄村、棠棣村、小吴村、大张村、陈老将村、叶老家村、时庄村、叶新村、小何村、张标村、太康寺村、张老一村、孔北村、孔南村、中营子村、陈老家村和陈小庄村。